# Бењи (Па де Кале)
Бењи (фр. Beugny) насеље је и општина у североисточној Француској у региону Север-Па д Кале, у департману Па де Кале која припада префектури Арас.
По подацима из 2011. године у општини је живело 373 становника, а густина насељености је износила 63,98 становника/km². Општина се простире на површини од 5,83 km². Налази се на средњој надморској висини од 121 метар (максималној 127 m, а минималној 99 m).

## Демографија
| 1962. | 1968. | 1975. | 1982. | 1990. | 1999. | 2011. |
| ----- | ----- | ----- | ----- | ----- | ----- | ----- |
| 306   | 354   | 360   | 300   | 319   | 319   | 373   |

График промене броја становника у току последњих година